# Mijaíl Masson
Mijaíl Yevgenyevich Masson (en ruso: Михаил Евгеньевич Массон; 3 de diciembre de 1897 en San Petersburgo – 2 de octubre de 1986) fue un arqueólogo soviético. Fue el fundador de la escuela de arqueología en Asia Central y profesor, doctor en ciencias históricas y arqueológicas y miembro de la Academia de Ciencias de Turkmenistán.

## Biografía
Masson nació el 3 de diciembre de 1897, en San Petersburgo, Imperio Ruso. Mijaíl Evgenyevich Masson vivió con su madre enSamarcanda casi desde su nacimiento. Estudió en el Gimnasio Masculino de Samarcanda. En 1908-1909 participó en las excavaciones del Observatorio de Ulugh Beg dirigidas por el arqueólogo V.L. Vyatkin. El 1 de junio de 1912, Vyatkin nombró a Masson jefe del sitio de excavación.
En 1916, Masson se graduó en el Gimnasio de Samarcanda. En 1916, comenzó a estudiar en el Instituto Politécnico de Petrogrado para convertirse en ingeniero de riego.  Después de ser llamado al servicio militar, luchó en el Frente Sudoeste, donde fue elegido miembro del Consejo de Diputados Obreros y Soldados en 1917.
En 1918, Masson regresó a Samarcanda. En Samarcanda trabajó como director del Museo Regional de Samarcanda, enriqueciendo su colección con diversas exposiciones. En 1924, fue trasladado a Taskent para trabajar en el Comité de Asuntos de Museos y Preservación de Monumentos de Antigüedad y Arte de Turkestán (más tarde Uzbeko) como jefe del departamento de arqueología del Museo de Asia Central. Durante este tiempo, asistió a cursos en el Instituto Oriental de Turquestán y realizó investigaciones arqueológicas durante la restauración de monumentos históricos en Asia Central. También trabajó como instructor de asuntos museísticos en las repúblicas de Asia Central.
De 1929 a 1936, Masson se centró en la historia de la minería en el Comité Geológico de Uzbekistán, donde estableció una extensa biblioteca geológica. Compaginó este trabajo con su papel de jefe del sector arqueológico del Comité Uzbeko para Asuntos de Museos y Preservación de Monumentos de Antigüedad y Arte.  A partir de 1936, Mijaíl Evgenyevich Masson se desempeñó como jefe del Departamento de Arqueología de la Universidad Estatal de Asia Central en Taskent.
Mijaíl Evgenyevich Masson falleció en Taskent en 1986 y fue enterrado en el cementerio Dombrobod de Taskent.
Más tarde, una de las calles de Taskent recibió el nombre de Mijaíl Masson.

## Familia
Padres: padre: Evgueni Ludwigovich Masson, descendiente de un aristócrata francés rusificado que se mudó a Rusia durante el terror jacobino, un topógrafo; madre: Antonina Nikoláievna Shpakóvskaya. Su primera esposa fue Ksenia Ivánovna, quien se quitó la vida. La segunda esposa de Mijaíl Evgenyevich, Galina Anatolyevna Pugachenkova, fue una reconocida arqueóloga soviética y uzbeka, académica de la Academia de Ciencias de la República Socialista Soviética de Uzbekistán y una infatigable investigadora de Turkestán. 
El hijo de su primera esposa, Vadim Masson, también se convirtió en un conocido arqueólogo y erudito.

## Logros científicos
ME Masson realizó excavaciones en Kushan y Termez medieval de 1936 a 1938. También realizó investigaciones en la ciudad de Turquestán, que entonces estaba ubicada en el territorio de la RASS de Turquestán de la RSFSR (ahora en la región de Kazajstán del Sur de Kazajstán). En 1934, Masson inspeccionó el asentamiento de Kul-Ata en Turkestán, creando un plano de las ruinas del castillo, el Shakhristan (asentamiento) y el área circundante, descubriendo numerosos rastros de producción metalúrgica.
A partir de 1946, Masson se desempeñó como jefe de la Expedición al Complejo Arqueológico del Sur de Turkmenistán, que realizó trabajos en la República Socialista Soviética de Turkmenistán.Bajo su dirección, se llevaron a cabo excavaciones en los antiguos asentamientos partos de Nisa y Merv. La investigación de M.E. Masson se dedicó a demostrar la existencia de un sistema de propiedad de esclavos en Asia Central, los patrones de desarrollo en ciudades de Asia Central como Samarcanda, Bujará, Taskent y otras, la historia de la economía monetaria y la minería, la arquitectura, la epigrafía y geografía histórica de Asia Central.

## Escuela científica
Estableció la Escuela de Arqueología de Asia Central y capacitó a especialistas que más tarde se convirtieron en arqueólogos destacados en Asia Central. Algunos de los estudiantes de Mijaíl Evgenyevich Masson incluyeron a O.M. Rostovtsev, B.D. Kochnev, Edvard Rtveladze y N.B. Nemtseva.

## Premios
- Orden de la "Bandera Roja del Trabajo" (20.02.1968)
- Científico de honor de la República Socialista Soviética de Uzbekistán (1944) [8][1][12][3]
- Científico de Honor de la República Socialista Soviética de Turkmenistán (1950) [8][1][12]

## Trabajos seleccionados
Sobre la construcción del mausoleo de Khoja Ahmed Yasavi en la ciudad de Turkestán // Boletín de la Sociedad Geográfica de Asia Central, vol. 19, Taskent, 1929; 
Sobre algunos hallazgos de monedas registrados en el territorio de Kazajstán antes de 1942 // Boletín de la Academia de Ciencias de la República Socialista Soviética de Kazajstán, 1948.

## Memoria
Una calle de Taskent, en el distrito de Sergeli, lleva el nombre de Mijaíl Masson, pero en 2013 pasó a llamarse Calle Obikhayot.

## Literatura
- Lunin B.V. Científico, profesor, figura pública // Historia y arqueología de Asia Central. Asjabad: Ylim, 1978. págs. 12-19.
- Masson M.E. Problemas prácticos de la arqueología en Asia Central y sus temas // Comité Científico de la UzSSR. Taskent, 1937. Edición separada.
- Masson M.E. Investigación arqueológica en Uzbekistán (1924-1939) // Ciencia en Uzbekistán durante 15 años. Taskent, 1939.
- Masson M.E. Trabajo arqueológico en Uzbekistán en 1933-1935 // Actas del III Congreso Internacional sobre Arte y Arqueología Iraníes. L., 1939.
- Masson M.E. Los antiguos asentamientos de Old Termiz y su estudio // Actas de la rama de Uzbekistán de la Academia de Ciencias de la URSS. Serie I. Vol. 2. Taskent, 1940.
- Masson M.E. Breve descripción de la historia del estudio de Asia Central desde un punto de vista arqueológico // Actas de SASU. Arqueología de Asia Central. Nuevo episodio. vol. LXXXII. Taskent: editorial SAGU, 1956.
- Escuela de Arqueología de Asia Central Masson M.E. en ToshSU // Materiales del Estado de Asia Central. harina vol. 295. Arqueología de Asia Central. Taskent, 1966.
- Masson M.E. La torre caída. Taskent: Uzbekistán, 1968.
- Masson M.E. De las memorias de un arqueólogo de Asia Central. Taskent: Editorial de arte y literatura Gafur Ghulam, 1976.
- Pugachenkova G.A. Mijaíl Evgenievich Masson es el fundador de la Escuela Arqueológica de Asia Central. Taskent: Universidad, 1995.
- Rtveladze E. Respice post te, o el académico Masson y otros // Above East. vol. XXVI. Taskent, 2012.
- Rtveladze E.V. Recordando el pasado. Libro I. Taskent, 2012.
- Método de trabajo y vida de campo de la expedición al complejo arqueológico del Sur de Turkmenistán (memorias de los participantes). Asjabad, 1972.
- Administración Central del Estado de la República de Uzbekistán, f. R-2773, op. 1, edificio 251
- Administración Central del Estado de la República de Uzbekistán, f. R-2773.